# 及川雅貴
及川 雅貴（およかわ まさき、2001年4月18日 - ）は、千葉県八日市場市（現：匝瑳市）出身のプロ野球選手（投手）。左投左打。阪神タイガース所属。

## 経歴

### プロ入り前
匝瑳市立須賀小学校3年時に「須賀スポーツ少年団」に入団し野球を始め、6年時に千葉ロッテマリーンズジュニアに選出された。匝瑳市立八日市場第二中学時代は「匝瑳リトルシニア」に所属。3年時にはU-15日本代表入りし大会最優秀防御率を受賞した他、最速140km/h超の「スーパー中学生」として注目された。
横浜高校進学後は、1年春からベンチ入りし2年秋からエース。1年夏、2年夏、3年春と3度の甲子園大会出場を果たし、奥川恭伸（星稜）、佐々木朗希（大船渡）、西純矢（創志学園）とともに「高校BIG4」と呼ばれた一方で、制球難に悩まされた影響で地方大会を含め出場各大会で芳しい結果を残すことができず、一時は背番号10の剥奪も経験。3年春の選抜では初戦の明豊戦に先発するも3回途中5失点で降板（結果は敗戦）。3年夏の神奈川大会では、準々決勝の相模原戦にリリーフ登板するも1回2/3で3失点し逆転負けを喫した。横浜が夏の県大会で公立校に敗れるのは1997年の横浜商業戦以来の出来事であった。
2019年10月17日に行われたドラフト会議にて、阪神タイガースから3巡目指名を受けた。契約金5000万円、年俸600万円で仮契約（金額は推定）。背番号は37。担当スカウトは吉野誠。

### 阪神時代
2020年は二軍の安芸キャンプに参加し、その後も二軍で実戦を積んだ。同年の一軍登板はなし。ウエスタン・リーグでは9試合に登板し、2勝4敗、防御率6.00を記録した。
2021年、プロ初登板となった5月28日の埼玉西武ライオンズ戦（メットライフドーム）で2/3回を1安打無失点に抑えると、5月30日の西武戦（メットライフ）で1回2/3を2安打無失点に抑えプロ初勝利を挙げた。6・7月は計15イニングの登板で自責点3に抑えるなど抜群の安定感を見せ、オリンピックによる中断を挟んだ後半戦からは勝ちパターンとして起用されるようになった。その後は痛打される場面も目立つようになったが、シーズン終盤の9月には計9イニングを1失点に抑えるなど盛り返し、最後まで登録を抹消されることなく一軍に帯同し続けた。
2022年、3月にわき腹を痛める。結局同シーズンは一軍登板1試合にとどまった。
2023年は4月下旬から一軍に昇格し、リーグ優勝後の9月15日には一軍公式戦で初となる先発投手も務めた。最終的に33試合に登板し、3勝1敗、防御率2.23を記録した。シーズン終了後の12月3日に、1700万円増となる推定年俸3200万円で契約を更改した。オフには、同年に行われたアジア プロ野球チャンピオンシップスの日本代表選手として選出された。
2024年は、春季キャンプから先発に再転向し、ウエスタン・リーグでは6試合の登板で4勝1敗、防御率2.45を記録すると、5月12日にシーズン初めて一軍に昇格。同月24日の対読売ジャイアンツ戦（阪神甲子園球場）でシーズン初先発登板するが、5回表の途中で左手中指のマメが潰れるアクシデントに見舞われ、緊急降板。4回1/3を1失点で敗戦投手となり、翌25日に出場選手登録を抹消。7月6日に一軍に昇格されると、同月31日の対巨人戦（甲子園）で1回二死満塁の打席でフォスター・グリフィンからプロ初安打・初打点となる適時打を放った。投げては5回2失点で自身初の先発勝利を飾った。その後は8月7日の対東京ヤクルトスワローズ戦（明治神宮野球場）、同月14日の対巨人戦（東京ドーム）で2試合連続先発登板で4失点を喫し、翌15日に再び出場選手登録を抹消。同月31日に中継ぎとして一軍再昇格後、9月4日の対中日ドラゴンズ戦（甲子園）で2回無失点と好投するも、翌5日に出場選手登録を抹消された。シーズン通算では9試合（先発5試合）に登板し、1勝3敗、防御率2.76という成績であった。オフの11月26日に200万円減となる推定年俸3000万円で契約を更改した。

## 選手としての特徴
スリークォーターから最速154 km/hのストレートを武器とし、変化球はキレのあるスライダーを軸にカーブ、チェンジアップ、ツーシームを投げる。2023年5月23日にリリーフとして自己最速となる154 km/hを記録した。
及川自身は先発を希望しているものの、2022年時点では調子や実力から中継ぎとしての起用が多い。及川も「チームのために頑張る気持ちがあるが、これには悔しい思いもある」と述べている。

## 人物
愛称は「オヨヨ」（略して「オヨ」とも）。
中学3年生の時にテレビ朝日のスポーツバラエティ番組『ビートたけしのスポーツ大将』に出演。平田良介、森友哉と対戦し、平田から138km/hのストレートで空振り三振を奪ったが、森には中前打を打たれた。プロ入り後に森友哉と再戦し、ピッチャーゴロで打ち取った。
出身高校・横浜高校のOBである松坂大輔を目標にしている。同じく高校のOBである上地雄輔にはオリジナル登場曲を作ってもらっている。

## 詳細情報

### 年度別投手成績
| 年 度     | 球 団     | 登 板 | 先 発 | 完 投 | 完 封 | 無 四 球 | 勝 利 | 敗 戦 | セ 丨 ブ | ホ 丨 ル ド | 勝 率 | 打 者 | 投 球 回 | 被 安 打 | 被 本 塁 打 | 与 四 球 | 敬 遠 | 与 死 球 | 奪 三 振 | 暴 投 | ボ 丨 ク | 失 点 | 自 責 点 | 防 御 率 | W H I P |
| --------- | --------- | ----- | ----- | ----- | ----- | -------- | ----- | ----- | -------- | ----------- | ----- | ----- | -------- | -------- | ----------- | -------- | ----- | -------- | -------- | ----- | -------- | ----- | -------- | -------- | ------- |
| 2021      | 阪神      | 39    | 0     | 0     | 0     | 0        | 2     | 3     | 0        | 10          | .400  | 169   | 39.0     | 31       | 4           | 24       | 4     | 2        | 38       | 4     | 0        | 18    | 16       | 3.69     | 1.41    |
| 2022      | 阪神      | 1     | 0     | 0     | 0     | 0        | 0     | 0     | 0        | 0           | ----  | 4     | 1.0      | 1        | 1           | 0        | 0     | 0        | 0        | 0     | 0        | 1     | 1        | 9.00     | 1.00    |
| 2023      | 阪神      | 33    | 1     | 0     | 0     | 0        | 3     | 1     | 0        | 7           | .750  | 147   | 36.1     | 28       | 2           | 14       | 3     | 2        | 40       | 1     | 0        | 10    | 9        | 2.23     | 1.16    |
| 2024      | 阪神      | 9     | 5     | 1     | 0     | 0        | 1     | 3     | 0        | 0           | .250  | 121   | 29.1     | 25       | 2           | 10       | 1     | 0        | 23       | 2     | 0        | 11    | 9        | 2.76     | 1.19    |
| 通算：4年 | 通算：4年 | 82    | 6     | 1     | 0     | 0        | 6     | 7     | 0        | 17          | .462  | 441   | 105.2    | 85       | 9           | 48       | 8     | 4        | 101      | 7     | 0        | 40    | 35       | 2.98     | 1.26    |

- 2024年度シーズン終了時

### 年度別守備成績
| 年 度 | 球 団 | 投手  | 投手  | 投手  | 投手  | 投手  | 投手     |
| 年 度 | 球 団 | 試 合 | 刺 殺 | 補 殺 | 失 策 | 併 殺 | 守 備 率 |
| ----- | ----- | ----- | ----- | ----- | ----- | ----- | -------- |
| 2021  | 阪神  | 39    | 4     | 7     | 0     | 1     | 1.000    |
| 2022  | 阪神  | 1     | 0     | 0     | 0     | 0     | ---      |
| 2023  | 阪神  | 33    | 1     | 7     | 0     | 0     | 1.000    |
| 2024  | 阪神  | 9     | 1     | 5     | 0     | 0     | 1.000    |
| 通算  | 通算  | 82    | 6     | 19    | 0     | 1     | 1.000    |

- 2024年度シーズン終了時

### 記録
投手記録
- 初登板：2021年5月28日、対埼玉西武ライオンズ1回戦（メットライフドーム）、7回裏に4番手で救援登板、2/3回無失点
- 初奪三振：同上、7回裏にコーリー・スパンジェンバーグから空振り三振
- 初勝利：2021年5月30日、対埼玉西武ライオンズ3回戦（メットライフドーム）、3回裏に2番手で救援登板、1回2/3を無失点
- 初ホールド：2021年6月30日、対東京ヤクルトスワローズ11回戦（阪神甲子園球場）、7回表に2番手で救援登板、2/3回無失点
- 初先発登板：2023年9月15日、対広島東洋カープ22回戦（MAZDA Zoom-Zoom スタジアム広島）、2回無失点で勝敗つかず
- 初先発勝利：2024年7月31日、対読売ジャイアンツ17回戦（阪神甲子園球場）、5回2失点[28]
- 初完投：2024年8月7日、対東京ヤクルトスワローズ15回戦（明治神宮野球場）、4回0/3を4失点（自責点2）で敗戦投手（5回裏無死一・二塁降雨コールド）[29][47]
- 初セーブ：2025年8月1日、対東京ヤクルトスワローズ14回戦（明治神宮野球場）、10回裏に4番手で救援登板・完了、1回無失点[48]

打撃記録
- 初打席：2021年9月15日、対中日ドラゴンズ18回戦（バンテリンドーム ナゴヤ）、7回表に祖父江大輔から見逃し三振
- 初安打・初打点：初先発勝利の項を参照、1回裏にフォスター・グリフィンから左前適時打[27]

### 背番号
- 37（2020年 - ）

### 登場曲
- 「ひまわり」遊助（2020年 - 2021年）
- 「オセロ 及川雅貴選手ver.」遊助（2022年 - ）

### 代表歴
- 2016 WBSC U-15ワールドカップ
- 2023 アジア プロ野球チャンピオンシップ 日本代表